# Tricliceras raphanoides
Tricliceras raphanoides là một loài thực vật có hoa trong họ Lạc tiên. Loài này được (DC.) DC. miêu tả khoa học đầu tiên năm 1826.